# 麒麟生態公園駅
麒麟生態公園駅（きりんせいたいこうえんえき）は、中華人民共和国江蘇省南京市江寧区に位置する南京麒麟有軌電車の駅である。

## 歴史
- 2017年10月31日: 開業[1]。

## 隣の駅
南京有軌電車
■ 麒麟有軌電車
光華路駅 - 麒麟生態公園駅 - 啓迪大街駅

## 駅周辺
- 麒麟生態公園